# Wab
Wab – w łowiectwie, wabienie zwierzyny podczas polowania poprzez naśladowanie głosów zwierząt za pomocą wabików lub wystawienie żywego albo wypchanego ptaka.